# Grundfors
Grundfors är en by i Storumans kommun, belägen vid Grundforsavan i Umeälven. Byn anlades 1789 av Johan Larsson från Åbyn nära Flarken i Burträsks socken. År 2020 bodde 37 personer i byn. En del av byns marker dämdes över i samband med att Grundfors kraftstation och Grundforsdammen byggdes i slutet av 1950-talet.